# Filtro de guía de onda

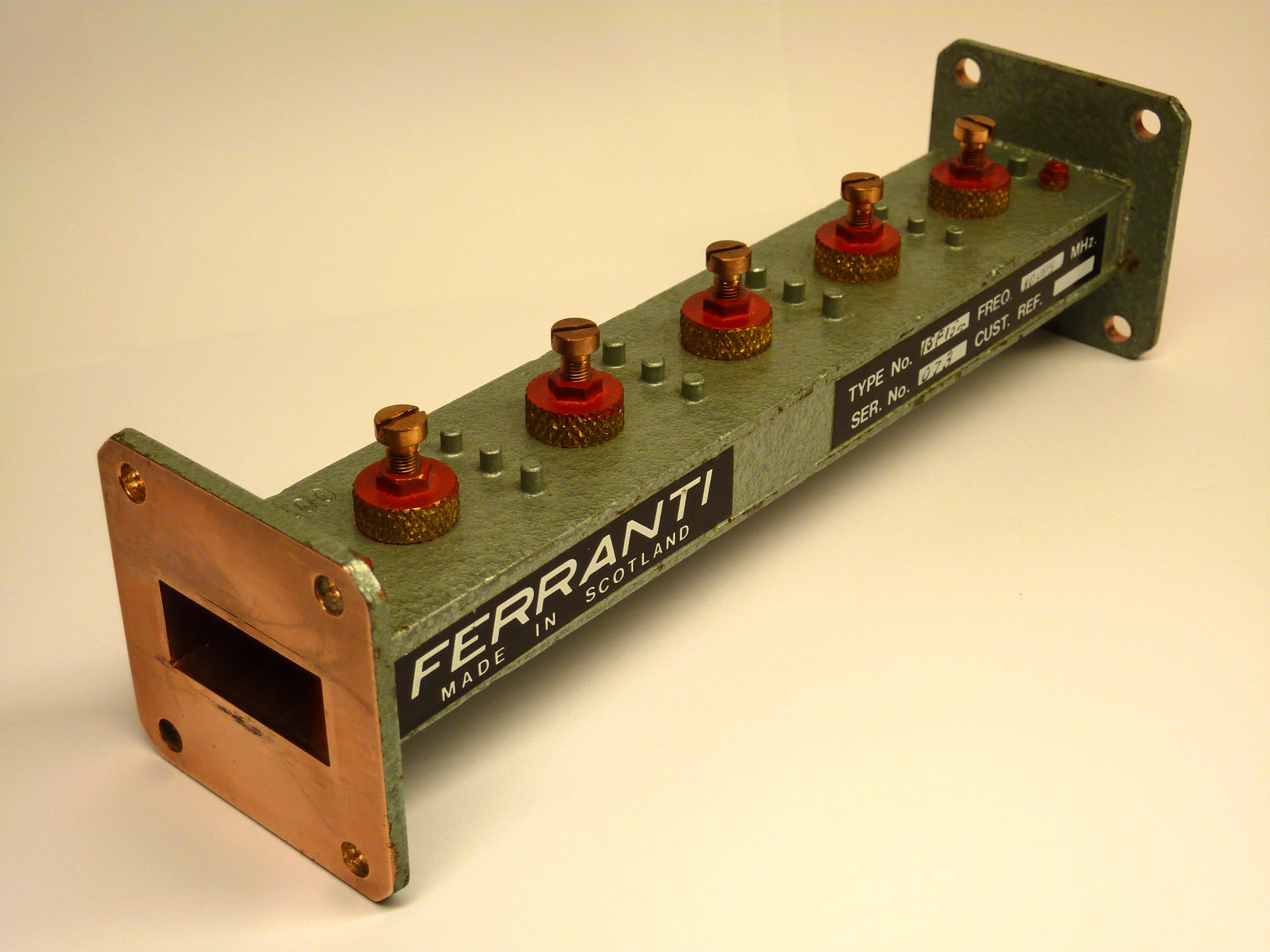
Figure 1. Filtro de guía de onda: un filtro pasa bandas consistente de anchura WG15 (un tamaño estándar de guía de onda).

Un filtro de guía de onda es un filtro electrónico que es diseñado y construido utilizando los principios sobre los cuales trabaja la tecnología de guía de onda. Las guías de onda son tubos de metal vacío dentro de las cuales una onda electromagnética puede viajar. Los filtros son dispositivos que pueden ser mecánicos o electrónicos y son usados para permitir el paso de señales de cierta frecuencia (la banda de paso), mientras que rechazan otras frecuencias (banda de rechazo). Los filtros son un componente básico en los diseños de la ingeniería electrónica y tienen diversas aplicaciones. Estas incluyen la selección de señales eléctricas y limitación del ruido. Los filtros de guía de onda son de mayor utilidad en las frecuencias de microondas, donde son de un tamaño conveniente y tienen baja pérdida. Ejemplos de filtros de microondas son encontrados en las comunicaciones satelitales, en las redes de microonda utilizadas para las telecomunicaciones, el transporte de señales de televisión y radares.
Los filtros de guía de ondas fueron desarrollados durante la Segunda Guerra Mundial para cumplir con las necesidades que requerían los equipos de radar y otras aplicaciones militares, pero pronto encontraron aplicaciones civiles como el uso en interconexiones de redes de microondas para telefonía. Mucho del desarrollo de la posguerra se enfocó en reducir el tamaño y peso de estos filtros, al usar nuevas técnicas de análisis matemático se pudieron determinar y eliminar componentes innecesarios, posteriormente las innovaciones como el modo dual de cavidades y el uso de nuevos materiales como los resonadores cerámicos, los filtros pudieron reducirse aún más.
Una característica particular de los diseños de guía de onda concierne al modo normal de trasmisión. Los sistemas basados en los pares de cables conductores y de tecnología similar tienen solo un modo de transmisión. En los sistemas de guía de ondas cualquier número de modos es posible. Esto puede ser una desventaja, ya que los modos espurios frecuentemente causan problemas, y al mismo tiempo una ventaja ya que el diseño de modo dual puede ser mucho más pequeño que el diseño equivalente de guía de onda singular. La ventaja mayor de los filtros de guía de onda sobre todas las tecnologías es su capacidad de manejar alta potencia y su baja pérdida. La desventaja mayor es su tamaño y costo cuando se les compara con filtros construidos con la tecnologías microstrip.
Hay un amplio rango de diferentes tipos de filtros de guía de onda. Muchos de ellos consisten de una cadena de resonadores que pueden ser modelados como una red escalera de circuitos LC. Uno de los tipos más comunes consiste de un número de cavidades resonantes acopladas. ]Aún dentro de este tipo existen muchos subtipos, más que nada diferenciados por el acoplamiento electrónico. Estos tipos de acoplamiento incluyen las aberturas, irises, y posts. Otros tipos de filtro de guía de onda incluyen a los filtros de resonadores dieléctricos, filtros de inserción, filtros de guía de onda corrugada y filtros stub. Un número de los componentes de guía de onda tienen teoría de filtros aplicada en su diseño, pero su propósito es diferente al de filtrar señales. Tales dispositivos incluyen componentes de igualación de impedancia, acopladores direccionales y diplexores. Estos dispositivos frecuentemente toman la forma de un filtro, al menos en parte.

## Alcance
El significado común de guía de onda  cuando el término es usado inapropiadamente, es el de un tipo de metal vacío, sin embargo otras tecnologías de onda son posibles. El alcance de este artículo está limitada a los de tipo metal-tubo. La estructura de guía de onda postmuro es una variante pero está lo suficientemente relacionada como para incluir en este artículo. Es posible construir guías de onda con materiales dieléctricos, el tipo más conocido es la fibra óptica. Tal tema está fuera del alcance de artículo, con la excepción de que los resonadores dielétricos son a veces usados dentro de las guías de onda de metal vacío.
Las tecnologías de línea de transmisión como los cables conductores y el microstrip, pueden ser identificados como líneas de guía de onda, pero no son comúnmente llamados así y están fuera del alcance de este artículo.

## Conceptos básicos

### Filtros
En la electrónica, los filtros son usados para permitir el paso de una cierta banda de frecuencias mientras que se bloquean otras. Son un bloque básico de los sistemas electrónicos y tienen muchas aplicaciones. Entre los usos de filtros de guía de onda se encuentra la construcción de duplexores, diplexores y multiplexores, selectividad, limitación de Ruido (comunicación) en receptores de radio, y la supresión de distorsión armónica de los transmisores.

### Guía de onda
Las guías de onda son conductores eléctricos usados para limitar y dirigir las señales de radio. Son usualmente hechos de latón, pero el aluminio y el cobre también son usados  Por lo regular son de forma rectangular pero también se pueden hacer circulares o elípticos. Un filtro de guía de onda es aquel que está hecho de componentes de guía de onda. Tiene casi el mismo rango que otras tecnologías de filtro en electrónica e ingeniería de radio pero es muy diferente mecánicamente y en su principio de operación. La tecnología usada para construir el filtro es escogida sobre la base de la frecuencia de operación necesaria. Aplicaciones de baja frecuencia como el audio usan filtros compuestos de capacitores e inductores. En una parte de la banda de muy alta frecuencia los diseñadores los cambian por el uso de componentes hechos de piezas de líneas de transmisión. Este tipo de diseños son llamados filtros de elementos distribuidos. Los filtros de componentes discretos son a veces llamados filtros de protuberancias para distinguirlos. En frecuencias aún más altas, la banda de las microondas, el diseño cambia a filtros de guía de onda, u en ocasiones una combinación de filtros de guía de onda y líneas de transmisión.
Los filtros de guía de onda tienen mucho más en común con los filtros de línea de transmisión que con los filtros de protuberancia; estos no contienen capacitores ni inductores. Sin embargo, el diseño de guía de onda puede ser frecuentemente equivalente al diseño de elementos de protuberancias. En efecto el diseño de los filtros de guía de onda frecuentemente empiezan con el diseño de filtros de protuberancias y después convierte tales elementos en componentes de guía de onda.

### Modos
Una de las diferencias más importantes en la operación de filtros de guía de onda en comparación con los diseños de línea de transmisión es el modo de transmisión de la onda electromagnética que carga la señal. En una línea de transmisión, la onda está asociada con corrientes eléctricas en un par de conductores. Los conductores limitan la corriente a ser paralela a la línea, y consecuentemente los componentes magnéticos eléctricos del campo electromagnético resultan perpendiculares a la dirección de viaje de la onda. Este modo transverso se designa TEM  (electromagnética transversa). Por otra parte, hay un número infinito de modos que cualquier guía de onda vacía puede soportar pero el modo TEM no es uno de ellos. Los modos de guía de onda son designados TE (eléctrica transversa) o TM (magnética transversa), seguidos por un par de sufijos que identifican el modo preciso.
Esta multiplicidad de modos puede causar conflictos en los filtros de guía de onda cuando modos espurios son generados. Los diseños están usualmente basados en un solo modo y frecuentemente incorporan características para suprimir los modos no deseados. Por otra parte se puede tener una ventaja al escoger el modo correcto para la aplicación, y en ocasiones haciendo uso de mapas de un modo a la vez. Cuando un solo modo está en uso, la guía de onda puede ser modelada como línea de transmisión en conducción y los resultados de la teoría de líneas de transmisión pueden ser utilizados.

### Corte
Otra seña peculiar de los filtros de guía de onda es que hay una frecuencia definitiva, la frecuencia de corte, bajo la cual ninguna transmisión se puede realizar. Eso significa que en teoría los filtros pasa-bajas no pueden ser hechos en guías de onda. Sin embargo, los diseñadores frecuentemente toman un diseño de filtro pasa-bajas de elementos de protuberancias y lo convierten en una implementación de guías de onda. El filtro es consecuentemente pasa-bajas por diseño y puede ser considerado un filtro pasa-bajas para todas las aplicaciones prácticas si la frecuencia de corte está debajo de la frecuencia de interés de la aplicación. La frecuencia de corte de guía de onda es una función del modo de transmisión, dado qué en cierta frecuencia, la guía de onda puede ser usado en unos modos pero no en otros. Del mismo modo el ancho de banda de la guía  (λg) y impedancia característica (Z0) de la guía en una frecuencia dada también depende del modo.

### Modo dominante
El modo con la frecuencia de corte más baja de todos los modos es llamado el modo dominante. Entre el corte y el siguiente modo más alto este es el único modo en el que es posible transmitir, por lo que es descrito como dominante. Cualquier modo espurio generado es rápidamente atenuado a través de la longitud de la guía y pronto desaparece. Los diseños de filtros prácticos son frecuentemente hechos para operar en el modo dominante.
En la guía de onda rectangular, el modo TE 10 (mostrado en la figura 2) es el modo dominante. Existe una banda de frecuencias entre el modo dominante de corte y el siguiente modo más alto de corte en el que la guía de onda puede ser operada sin la posibilidad de generar modos espurios, los siguientes modos de corte son TE 20, en exactamente el doble del modo TE 10, y TE01  que es también el doble del modo TE10 si la guía de onda usada tiene el comúnmente usado la razón 2:1. El modo de modo de corte TM más bajo es TM11 (mostrado en la figura 2) que es {\displaystyle \scriptstyle {\sqrt {5}}} veces el modo dominante en la guía de onda 2:1. Por lo tanto, hay una octava sobre la cual el modo dominante está libre de modos espurios, aunque al operar demasiado cerca del corte, es usualmente evitado por la distorsión de fase
En la guía de onda circular, el modo dominante es TE11  y es mostrado en la figura 2. El siguiente modo más alto es TM01. El rango sobre el cual el modo dominante está garantizado a ser libre de modos espurios es menor que en el de la guía de onda rectangular, la razón de la más alta a la más baja frecuencia es aproximadamente 3 a 1 en la guía de onda circular, en comparación a 2.0 en la guía rectangular.

### Modos evanescentes
Los modos evanescentes , son aquellos que se encuentran por debajo de la frecuencia de corte. No pueden propagar la guía de onda por alguna distancia, ya que decaen exponencialmente. Sin embargo, son importantes en el funcionamiento de ciertos componentes de filtrado como los irises y los posts.

## Ventajas y desventajas
Como los filtros de líneas de transmisión, los filtros de guía de onda tienen múltiples bandas de paso, por lo general siendo réplicas de los filtros de elementos de protuberancias. En la mayoría de los diseños, solo la banda de paso de más baja frecuencia es útil ( o las dos más bajas, en el caso de los filtros rechaza banda), el resto son considerados artefactos espurios no deseados. Esto es una propiedad intrínseca de la tecnología y no puede ser evitado, aunque sí se puede tener cierto control sobre la posición en la frecuencia de las bandas espurias. Consecuentemente, en cualquier diseño de filtro dado, existe una frecuencia superior más allá de la cual el filtro fallará en realizar su función. Por tal razón, los filtros verdaderamente pasa-bajas o pasa-altas no pueden existir en la guía de onda. En cierta frecuencia superior, habrá una banda de paso espuria o una banda de rechazo que interrumpirá el funcionamiento del filtro. Sin embargo, de manera similar a la situación de la frecuencia de corte de guía de onda, el filtro puede ser diseñado para que el filo de la primera banda espuria se encuentre más allá de la frecuencia de interés.
El rango de frecuencias bajo el cual los filtros de guía de onda son útiles se encuentra determinado por el tamaño de guía de onda necesaria. En frecuencias bajas, el diseño de la guía de onda para mantener la frecuencia de corte por debajo de la frecuencia de operación resulta impracticablemente grande. Por otra parte, los filtros cuya frecuencia de operación es demasiado alta necesitan de guías de onda de tamaño milimétrico y no pueden ser fabricados con procesos normales. En tales frecuencias, la fibra óptica se convierte en una opción viable.
Las guía de onda son un medio de baja pérdida. Las pérdidas en las guías de onda se originan principalmente por la disipación de calor causado por las corrientes inducidas por las paredes de guía de onda. La guía de onda rectangular tiene una pérdida más baja que la guía de onda circular y es usualmente el formato preferido, sin embargo, el modo circular TE01 es de muy baja pérdida y tiene aplicaciones en las comunicaciones de larga distancia. Las pérdidas pueden ser disminuidas al pulir las superficies internas de las paredes de guía de onda.En algunas aplicaciones que requieren de filtrado riguroso, las paredes son mejoradas con una pequeña capa de oro o plata que aumenta la conductividad eléctrica. 	Un ejemplo de tales requerimientos son las aplicaciones satelitales que requieren baja pérdida, alta selectividad, y un retardo lineal de grupo en sus filtros.
Una de las ventajas principales de los filtros de guía de onda sobre las tecnologías de modo TEM es la calidad de sus resonadores. La calidad del resonador está caracterizada por un parámetro llamado el factor Q, o soloQ, La Q de los resonadores de guía de onda se encuentra en los miles, ósea órdenes de magnitud más que los resonadores de modo TEM.  La resistencia eléctrica de los conductores, limita la Q  de los resonadores TEM. La Q mejorada lleva a un mejor desempeño de los filtros en la guía de onda y a una banda de rechazo más grande. El límite de la Q en la guía de onda proviene en su mayoría de las pérdidas ohmicas en las paredes antes descritas, sin embargo una cubierta de plata en las paredes internas puede aumentar al doble la Q.
Las guías de onda tienen una buena capacidad de manejo de potencia, lo que les da aplicaciones en filtrado de radares.  A pesar de las ventajas en desempeño de los filtros de guía de onda, el microstrip suele ser la tecnología preferida debido a su bajo costo. Lo anterior es en especial evidente en los artículos de consume y las frecuencias bajas de microondas. Los circuitos de microstrip pueden ser fabricados usando la tecnología PCB., y cuando son integrados en la misma placa impresa que otros bloques del circuito, incurren en bajos costos adicionales.

## Historia

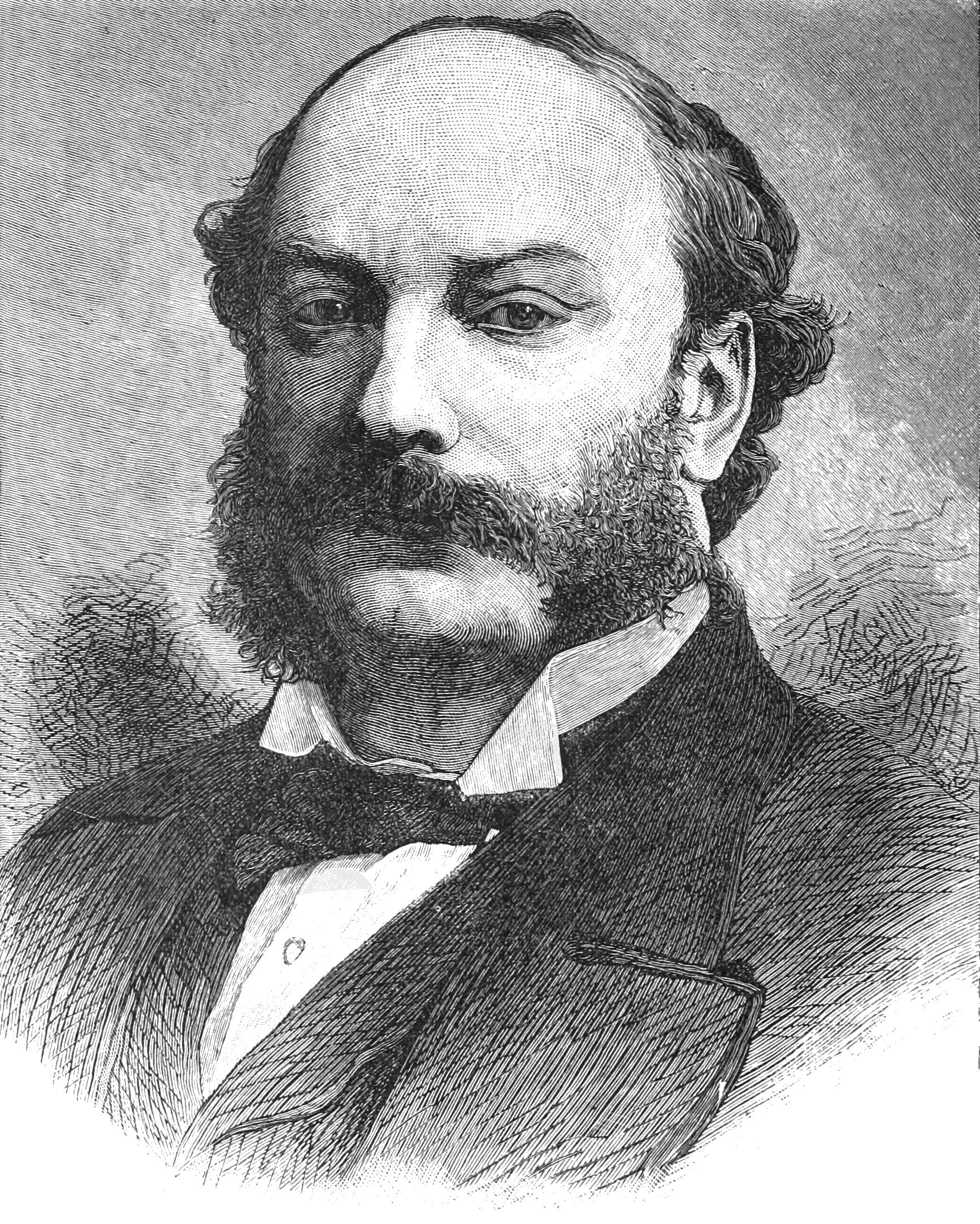
Primera sugerencia de transmisión de guía de onda de Lord Rayleigh.

La idea de las guías de onda para las ondas electromagnéticas fue sugerida por primera vez por Lord Rayleigh en 1897. Rayileigh propuso que una línea de transmisión de cable coaxial podía tener el centro removido , y que las ondas podrían aún propagarse por dentro del cilindro conductor , a pesar de que ya no habría un circuito completo de conductores. Él lo describió en términos de las ondas siendo reflejadas repetidamente por los muros internos del conductor a manera de zig-zag. Rayleigh fue también el primero en darse cuenta de que de había una guía de onda crítica, la guía de onda de corte, proporcional al diámetro del cilindro, arriba de la cual la propagación de ondas no era posible. Las guías de onda fueron por primera vez desarrolladas , en manera circular, por George Clark Southworth y J.F. Hargreaves en 1932.
El primer diseño de filtro analógico que fue más allá de un solo resonador fue creado por George Ashley Campbell en 1910 y marcó el inicio de la teoría de filtros. El filtro de Campbell era de protuberancias con capacitores e inductores. Otto Zobel y otros rápidamente continuaron su trabajo. El desarrollo de filtros de elementos distribuidos comenzó poco antes de la Segunda Guerra Mundial. Una investigación importante respecto al tema fue publicada por Mason y Skyes en 1937; una patente, registrada por Mason en 1927, puede contener el primer diseño del filtro que usaba elementos distribuidos.

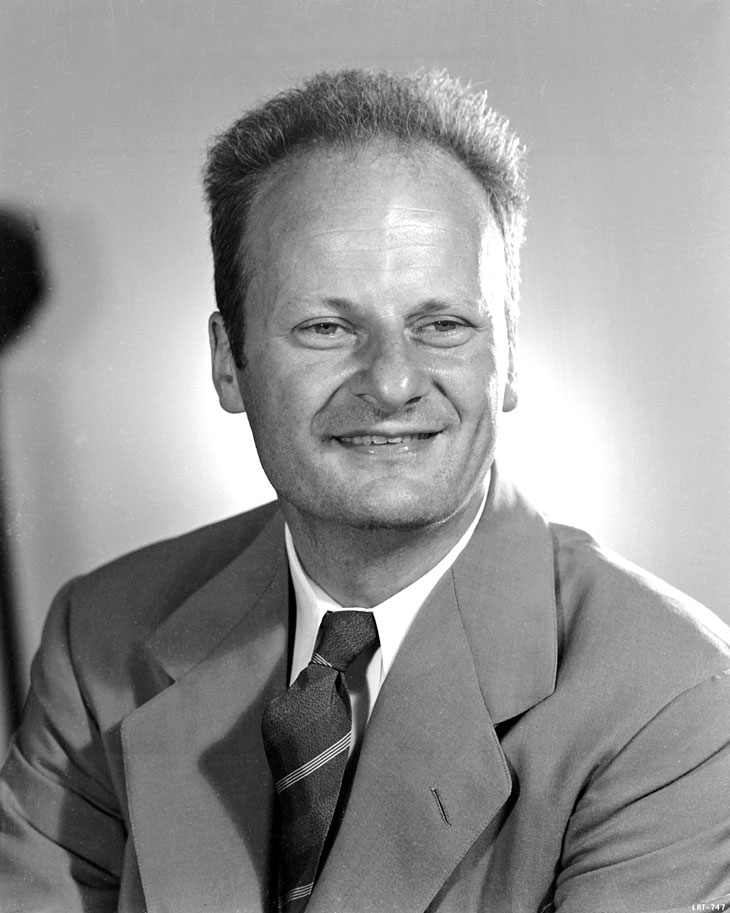
Hans Bethe desarrolló la teoría de la apertura en guía de onda.

El trabajo de Mason y Skyes se enfocó en los formatos de los cables coaxiales y el alambra de par trenzado, pero otros investigadores aplicaron más tarde principios de guía de onda. Mucho del desarrollo de los filtros de guía de onda fue llevado a cabo durante la Segunda Guerra Mundial debido a las necesidades de filtrado y de las medidas de contraataque electrónicas. Una buena parte de esto ocurrió en el Laboratorio de Radiación del MIT (Rad Lab), pero otros laboratorios en U.S.A. y U.K. también se vieron involucrados, como el Telecommunications Research Establishment en el Reino Unido. Entre los científicos e ingenieros reconocidos en Rad Lab, se encontraban Julian Schwinger, Nathan Marcuvitz, Edward Mills Purcell y Hans Bethe. Bethe estuvo en Rad Lab por un corto tiempo, pero produjo su teoría de la apertura ahí. La teoría de la apertura es importante para los filtros de guía de onda de cavidad, los cuales fueron por primera vez producidos en Rad ab. Su trabajo fue publicado después de la guerra en 1948 e incluye una descripción temprana de las cavidades de modo dual de Fano y Lawson.
El trabajo teórico posterior a la guerra incluyó la conmensurara teoría de línea de Paul Richards. Las líneas conmensuradas son redes en las que los elementos son del mismo tamaño  ( o en algunos casos múltiplos de la medida unidad), aunque difieren en otras características para dar diferentes impedancias características. La transformación de Richards le permite a cualquier diseño de protuberancias el ser tomado  como tal y ser transformado directamente en uno de elementos distribuidos usando una sencilla ecuación de transformación. En 1955 K. Kuroda publicó las transformaciones conocidas como las identidades de Kuroda. Esto hizo al trabajo de Richard más aplicable en los formatos de guía de onda y de línea desbalanceada al eliminar los problemáticos elementos conectados en paralelo y en serie, pero tomo tiempo pra que el trabajo del japonés Kuroda se volviera conocido en el mundo de habla inglés. Otro desarrollo teóricos fue la técnica de filtro de síntesis de redes de Wilhelm Cauer en el que usó la aproximación de Chebyshev para determinar los valores de los elementos. El trabajo de Cauer tuvo un gran desarrollo en la Segunda Guerra Mundial (Cauer fue asesinado por el final de la guerra), pero no pudo ser publicado hasta que acabaron las hostilidades. Si bien el trabajo de Cauer le concierne a los elementos de protuberancias, resulta de importancia para los filtros de guía de onda; el filtro Chebyshev, un caso especial de la síntesis de Cauer, es ampliamente usado como filtro prototipo para los diseños de guía de onda.
Los diseños de los 50 empezaron con un prototipo de elementos de protuberancias ( una técnica aún en uso hoy en día), llegando después de varias transformaciones al filtro deseado en la forma de guía de onda. En ese momento, tal técnica daba anchos de banda fraccionarios de no más de sfrac|1|5. En 1957, Leo Young en el Stanford Research Institute publicó un método para diseñar filtros que empezaba con un prototipo de elementos distribuidos, el prototipo de impedancia a pasos. Este filtro estaba basado en los transformadores de impedancia de cuarto de onda de varios anchos y era capaz de producir diseños con anchos de banda de hasta una octava ( un ancho de banda fraccionario de sfrac|2|3). El trabajo de Young se enfoca específicamente en los resonadores de cavidad acoplados , pero el procedimiento puede por igual ser aplicado directamente a otros tipos de resonadores acoplados.
La primera cuenta de un filtro acoplado cruzado le pertenece a John R. Pierce en Bell Labs en una patente de 1948.  Un filtro acoplado cruzado es aquel en que los resonadores que no son inmediatamente adyacentes son acoplados. Los grados de libertad adicionales proveen al diseñador la capacidad de crear filtros con desempeño mejorado, o alternativamente con un número menor de resonadores. Una versión del filtro de Pierce , mostrado en la figura 3, usa resonadores de cavidad de guía de onda circular para unir los resonadores de cavidad de guía rectangular. El principio no fue al inicio usado en demasía por los diseñadores de filtros de guía de onda, pero fue usado mucho por diseñadores de filtros mecánicos en los 60, particularmente R.A. Johnson en Collins Radio Company.
La aplicación inicial no militar de los filtros de guía de onda fue los links de microondas usados por las compañías de telecomunicaciones para proveer de una médula a sus redes. Estos links fueron también usados por otras industrias con grandes redes fijas, más notablemente las televisoras. Tales aplicaciones fueron parte de programas de inversión de gran capital. Hoy en día son usados en sistemas de comunicación satelital.
La necesidad de retardo de frecuencia independiente en las aplicaciones satelitales llevó a más investigación en la encarnación de guía de onda de filtros acoplados cruzados. Previamente , los sistemas de comunicación satelital usaban componentes separados para la ecualización de retardo. Los grados de libertad adicionales obtenidos de los filtros acoplados cruzados dieron la posibilidad de diseñar un retardo plano en un filtro sin comprometer los valores de otros parámetros. Un componente que sirviera al mismo tiempo como filtro y ecualizador salvaría mucho espacio y peso. Las necesidades de la comunicación satelital también llevaron a la investigación de resonadores más exóticos en los 70. De particular importancia en este aspecto se encuentra el trabajo de E. L. Griffin y F. A. Young, quien investigó mejores modos para la banda de nowrap|12-14 GHz cuando esta comenzó a ser usada en los satélites de mediados de los 70.
Otra innovación que salvo espacio fue el resonador dieléctrico, el cual puede ser usado en otros formatos de filtros como el de guía de onda. El primer uso de estos en un filtro fue realizado por S. B. Cohn en 1965, usando dióxido de titanio como el material dieléctrico. Los resonadores dieléctricos usados en los 60 tenían coeficientes de temperatura muy pobres, típicamente 500 veces peores que los resonadores mecánicos hechos de invar, que llevaban a desestabilidad en los parámetros de los filtros. Los materiales dieléctricos de la época que tenían mejores coeficientes de temperatura tenían una constante dieléctrica muy baja. Esto cambió con la introducción de los resonadores cerámicos con muy bajos coeficientes de temperatura en los 70. El primero de estos fue creado por Massé y Pucel usando tetratinato de bario en Raytheon en 1972. Mejoras posteriores fueron reportadas en 1979 por Bell Labs y Murata Manufacturing. El resondador de nonatinato de bario de Bell Labs tenía una constante dieléctrica de 40 y un factor Q de 5000-10,000 a nowrap|2-7 Ghz. Los materiales modernos de temperatura estable tienen una constante dieléctrica de alrededor de 90 en frecuencias de microondas, la investigación continua encontrando materiales con baja pérdida y alta permeabilidad; los materiales de baja permeabilidad , como el zirconium stannate titanate (ZST) con una constante dieléctrica de 38, son aún usados por su baja pérdida.
Una técnica alternativa al diseño de filtros de guía de onda más pequeños fue provista por el uso de modos no propagantes evanescentes. Jaynes y Edson propusieron los filtros de guía de onda evanescentes en lo 50. Los métodos de diseño de estos filtros fueron creados por Craven y Young en 1966. Desde entonces, los filtros de guía de onda de modo evanescente han visto un uso exitoso cuando el tamaño o peso son importantes.
Una tecnología relativamente reciente que se usa en los filtros de guía de onda de metal vacío es el finline, el cual es un tipo de guía de onda dieléctrica plana. El finline fue por primera vez descrito en 1972 por Paul Meier.
Los multiplexores fueron descritos por primera vez por Fano y Lawson en 1948. Pierce fue el primero en describir los multiplexores con bandas de paso contiguas. El multiplexeo usando filtros direccionales fue inventado por Seymour Cohn y Frank Coale en los 50. Los multiplexores con resonadores de  impedancia y admitancia en cada unión son en gran parte el trabajo de E. G. Cristal y G. L. Matthaei en los 60. Esta técnica es todavía usada , sin embargo el poder de cómputo actual ha llevado a un uso más común de técnicas de síntesis que pueden directamente producir filtros sin el uso de los resonadores adicionales. En 1965, R.J. Wenzel descubrió que los filtros que estaban levemente terminados en lugar de los que estaban doblemente terminados, eran exactamente complementarios de lo que se necesitaba para un diplexor. Wenzel se inspiró por las clases del teorista de circuitos Ernst Guillemin.
Los multiplexores multi-canal y multi-octava fueron investigados por Harold Schumacher en la Corporación Microphase, y sus resultados fueron publicados en 1976. El principio de que los filtros multiplexor pueden ser igualados cuando se les une juntos y se les modifica los primeros elementos fue descubierto por accidente por E. J. Curly en 1968 cuando configuro de manera incorrecta un diplexor. Una teoría formal de esto fue provista por J. D. Rhodes en 1976 y fue generalizada a los multiplexores por Rhodes y Ralph en 1979.
Desde los 80, las tecnologías planas, especialmente el microstrip, han reemplazado otras tecnologías usadas para construir filtros y multiplexores, especialmente en productos destinados al mercado consumidor. La reciente innovación de guía de onda post muro le permite a los diseñadores el implementarlos en un substrato plano con técnicas de manufactura de bajo costo similares a las usadas por el microstrip.

## Componentes

Figura 4. Circuito en escalera de un filtro pasa bajas de elementos de protuberancias

Los diseños de filtro de guía de onda frecuentemente consisten de dos componentes diferentes repetidos cierto número de veces. Típicamente, un componente es un resonador o discontinuidad con un equivalente en circuito de protuberancias de un inductor, capacitor, o un circuito LC resonante. Muchas veces, el tipo del filtro tomará su nombre del estilo de este componente. Estos componentes son separados por un segundo, el cual es una guía que actúa como un transformador de impedancia. Los transformadores de impedancia tienen el efecto de hacer instancias alternadas del primer componente que aparentan dar una impedancia diferente. El resultado neto de esto es un circuito equivalente de una red en escalera usando elementos de protuberancias. Los filtros de elementos de protuberancias son comúnmente de topología escalera, y tales circuitos son típicamente los puntos iniciales del diseño de filtros de guía de onda. La figura 4 muestra tal escalera. Típicamente, los componentes de guía de onda son resonadores, y el circuito equivalente sería un circuito LC en lugar de los capacitores e inductores mostrados, pero los circuitos de la figura 4 son aún usados como prototipos con el uso de transformación de banda de paso o de rechazo.
Los parámetros de desempeño del filtro , como el rechazo de la banda y razón de transición entre la banda de paso y de rechazo, son mejorados al añadir más componentes y por lo tanto incrementando el tamaño del filtro. Cuando los filtros son repetidos idénticamente , el filtro es un diseño de parámetro de imagen, y su rendimiento es mejorado al simplemente añadir más elementos iguales. Esta técnica es típicamente usada en el diseño cuando se usan un gran número de elementos muy juntos, como en el waffle-iron filter. Para los diseños donde los elementos están más libremente espaciados, mejores resultados se pueden obtener al usar redes de síntesis de diseño de filtros, como en el común filtro de Chebyshev y el de Butterworth. En esta técnica los elementos del circuito no tienen los mismos valores, y consecuentemente los componentes no son de las mismas dimensiones. Además, si el diseño es mejorado al agregar más componentes, entonces todos los valores de los elementos deben ser recalculados desde el inicio. En general, no habrá valores comunes entre dos instancias del diseño. Los filtros de guía de onda de Chebyshev son usados cuando los requerimientos de filtrado son rigurosos, como en las aplicaciones satelitales.

### Transformador de impedancia
Un transformador de impedancia es un circuito que hace que la impedancia en su salida aparezca como diferente en su entrada. En la guía de onda, este dispositivo es simplemente una guía de onda de medidas pequeñas. Especialmente útil resulta el transformador de impedancia en cuarto de onda el cual tiene una medida de λg/4. Este dispositivo puede convertir las capacitancias en inductancias y viceversa. También tiene la propiedad especial de convertir elementos desviados en elementos conectados en serie y viceversa. Los elementos conectados en serie son de otra manera, difíciles de implementar en la guía de onda.

### Reflexiones y discontinuidades
Muchos componentes de los filtros de guía de onda funcionan al introducir repentinamente un cambio, ósea una discontinuidad a las propiedades de transmisión de la guía de onda. Tales discontinuidades son equivalentes a elementos de impedancia de protuberancia puestos en ese punto. Lo anterior se da de la siguiente manera: la discontinuidad causa una reflexión parcial de la onda transmitida en la guía en la dirección opuesta, la razón de los dos se conoce como coeficiente de reflexión. Esto es enteramente análogo a la reflexión en las líneas de transmisión , donde hay una relación establecida entre el coeficiente de reflexión y la impedancia causada por la misma. Tal impedancia debe ser reactiva, es decir, debe ser una inductancia o capacitancia. No puede ser una resistencia debido a que no hay energía absorbida, solo puede ser transmitida o reflejada. Ejemplos de componentes con esta función incluyen los irises, stubs y posts, todos descritos posteriormente en este artículo bajo los tipos de filtro donde ocurren.

### Escalón de impedancia
Un escalón de impedancia es un ejemplo de un dispositivo introduciendo una discontinuidad. Esto es logrado por un cambio en escalón de las dimensiones físicas de la guía de onda. Tal cosa resulta en un cambio en escalón de la impedancia característica de la guía de onda. El escalón se puede dar en el plano-E (cambio de altura)  o en el plano-H con cambio de ancho de la guía de onda.

## Filtro de cavidad resonante

### Resonador de cavidad
Un componente básico de los filtros de guía de onda es el resonador de cavidad. Esto consiste de una guía de onda de distancia corta bloqueada en ambos finales. Las ondas atrapadas dentro del resonador son reflejadas entre los extremos. Una cavidad de geometría dada resonará a una frecuencia característica. El efecto de resonancia puede ser usado para selectivamente pasar ciertas frecuencias. Su uso en la estructura de filtros requiere que a una onda se le permita pasar desde una cavidad y hacia otra estructura acoplada. Sin embargo, si la abertura en el resonador se mantiene pequeña, entonces una técnica válida de diseño es poner la cavidad como si fuese completamente cerrada y los errores serán mínimos. Un número de diversos mecanismos de acoplamiento son usados en diferentes clases de filtro.
La nomenclatura para los modos en la cavidad introduce un tercer índice, por ejemplo TE011. Los primeros dos índices describen la onda viajando desde arriba hasta abajo de la medida de la cavidad, es decir, son los modos transversos en la guía de onda. El tercer índice describe el modo longitudinal causado por el patrón de interferencia de las ondas reflejadas. El tercer índice es igual al número de mitades de onda a lo largo de la guía. Los modos más comunes son los dominantes: TE101  en la guía de onda rectangular, y TE111 en la guía de onda circular. El modo circular TE011  es usado cuando muy bajas pérdidas ( alta Q) son requeridas pero no pueden usarse filtros de modo dual debido a su simetría circular. Mejores modos para las guías de onda rectangular en los filtros de modo dual son TE103 y TE105.  Sin embargo, aún mejor es el modo de guía de onda circular TE113 el cual puede lograr una Q de 16,000 a 12 GHz.

### Tornillo de ajuste
Los tornillos de ajuste son insertados en cavidades resonantes para manipular la frecuencia resonante al insertar más o menos hilo en la guía de onda. Ejemplos pueden ser vistos en la figura 1: cada cavidad tiene un tornillo de ajuste. Para los tornillos apenas insertados, el circuito equivalente es un capacitor desviado, que incrementa en valor con forme se introduce el tornillo. Sin embargo, cuando el tornillo ha sido insertado una distancia de λ/4 , resonará en equivalencia a un circuito LC en serie. Insertarlo aún más causa que la impedancia cambie de capactiva a inductiva, es decir, hay un cambio de signo.

### Iris
Un iris es una placa de metal delgado a través de la guía de onda con uno o más hoyos. Es usada para acoplar dos guía de onda y es una manera de introducir una discontinuidad. Algunas de las geometrías posibles del iris son mostradas en la figura 5. Un iris que reduce el ancho de una guía de onda rectangular tiene un circuito equivalente con una inductancia desviada, mientras que uno que restringa la altura, es equivalente a una capacitancia desviada. Un iris que restringe ambas direcciones es equivalente a un circuito LC en paralelo y resonante. Un circuito LC en serie puede ser formado al separar la porción de conducción del iris de las paredes de la guía de onda. Los filtros de banda angosta frecuentemente usan irises con pequeños hoyos. Estos son siempre inductivos sin importar la forma o tamaño del hoyo o de su posición en el iris. Los hoyos circulares son sencillo de maquinar, pero los hoyos elongados, o los hoyos con forma de cruz, son ventajosos por permitir la selección de un modo particular de acoplamiento.
Los irises son una forma de discontinuidad y funciona al excitar modos de evanescencia alta. Los filos verticales son paralelos al campo eléctrico y excitan los modos TE. La energía guardada en los modos TE está predominantemente en los campos magnéticos, y consecuentemente el equivalente en protuberancias es un capacitor.
Es relativamente sencillo el hacer irises que sean mecánicamente ajustables. Una capa delgada de metal puede ser empujada dentro de un espacio pequeño al lado de la guía de onda. La construcción del iris es a veces escogida por su habilidad de ser un componente variable.

### Filtro de iris acoplado
Un filtro de iris acoplado consiste de una cascada de transformadores de impedancia en la forma de cavidades resonantes de guía de onda acopladas con irises. En aplicaciones de alta potencia los irises capacitivos son evadidos. La reducción en altura de la guía de onda ( la dirección del campo E) causa que la fuerza del campo eléctrico a través del hoyo incremente , por lo tanto la ruptura del material dieléctrico puede suceder a una potencia más baja de lo común.

### Filtro Post
Los posts son barras conductoras, usualmente circulares, fijadas internamente a través de la altura de la guía de onda y son otro medio de introducir una discontinuidad. Un post delgado tiene un circuito equivalente de un inductor desviado. Un renglón de posts puede ser visto como una forma de iris inductivo.
Un filtro post consiste de varios renglones de posts a través del ancho de una guía de onda que la separa en cavidades resonantes como es mostrado en la figura 7. Diferentes números de posts pueden ser usados en cada renglón para lograr valores varios de inductancia. Un ejemplo puede ser visto en la figura 1. El filtro opera en la misma manera que filtro de iris acoplado pero difiere en el método de construcción.

### Guía de onda muro-post
Una guía de onda de muro-post  y substrato integrado de guía de onda, es un más reciente formato que busca combinar las ventajas de la baja pérdida de radiación, alta Q, y alto poder de manejo de las tradicionales guías de onda con pipa de metal vacío , junto con el tamaño pequeño y facilidad de manufactura de las tecnologías planas (como el ampliamente usado formato de microstrip). Consiste de una substrato aislado atravesado con dos renglones de posts conductores que se posición en los muros de la guía de onda. El substrato del tope y el fondo es cubierto con hojas conductoras haciendo de esto una construcción similar al formato triplay. Las técnicas existentes de manufactura PCB pueden ser usadas para hacer circuitos de guía de onda de muro-post. El formato es natural y lleva a los diseños de filtros post de guía de onda.

### Filtro de modo dual
Un filtro de modo dual es un tipo de filtro de cavidad resonante, pero en este caso cada cavidad es usada para proveer dos resonadores al emplear dos modos (dos polarizaciones), y por lo tanto cortando a la mitad el volumen del filtro de un orden dado. Esta mejora en tamaño del filtro es una ventaja mayor en aviones y aplicaciones espaciales. Los filtros de alta calidad en estas aplicaciones requieren de muchas cavidades que ocupan un espacio significativo.

## Filtro de resonador dieléctrico

Figura 8. Filtro de resonador dieléctrico en guía de onda

Los resonadores dieléctricos son piezas de material dieléctrico insertadas en la guía de onda.Ellas son usualmente cilíndricas debido a que pueden ser hechas sin máquinas, aunque otras formas han sido usadas. Estas pueden ser hechas con hoyo en el centro, el cual es usado para asegurarlas a las guías de onda. No hay campo en el centro cuando el modo circular TE011 es usado para que el hoyo no tenga un efecto adverso. Los resonadores pueden ser montadas de manera coaxial a la guía de onda, pero usualmente son montados transversalmente a través de la anchura como es mostrado en la figura 8. El arreglo posterior permite que los resonadores sean ajustados al insertar un tornillo a través de muro la guía de onda y hasta el centro del resonador.
Cuando los resonadores dieléctricos son hechos de material con alta permititividad, como uno de los titanios de bario, tienen una importante ventaja al ahorrar espacio en comparación con los resonadores de cavidad. Sin embargo, son mucho más susceptibles a modos espurios.En aplicaciones de alta potencia, las capas de metal pueden ser construidas en los resonadores para disipar calor, pues los materiales dieléctricos suelen tener una baja conductividad térmica.
Los resonadores pueden ser acoplados con irises o transformadores de impedancia. Alternativamente, pueden ser puestos en un envase y acoplados por una pequeña abertura.

### Filtro de inserción

Figura 9. Filtro de inserción en plano-E

En los filtros de inserción una o más de las hojas de metal son puestas longitudinalmente a lo largo de la guía de onda como se muestra en la figura 9. Estas hojas tienen hoyos en ellas para formar resonadores. El aire dieléctrico le da a estos resonadores una alta Q. Muchas inserciones paralelas pueden ser usadas en la misma guía de onda. Resonadores más compactos pueden ser logrados con una hoja delgada de material dieléctrico y metalización impresa en lugar de hoyos en hojas de metales al costo de una menor Q.

### Filtro finline
El finline es un tipo diferente de tecnología de guía de onda en la que las ondas en una hilera delgada de material dieléctrico son limitadas por dos hileras de metalización. Existen un número posible de arreglos topológicos de las hileras dieléctricas y de metal. El finline es una variación de la guía de onda pero en caso del finline, la estructura completa está dentro de un escudo de metal. Esto tiene la ventaja de que , como las guía de onda de metal vacío , no hay potencia perdida por radiación. Los filtros de finline pueden ser hechos al imprimir patrones de metalización en una hoja de material dieléctrico y después insertándola en una hoja en el plano-E de una guía de onda de metal vacío. La guía de onda de metal forma un escudo para la guía de onda de finline. Los resonadores son formados al metalizar un patrón en la hoja dieléctrica. Patrones más complejos que el simple filtro de inserción de la figura 9 pueden ser logrados debido a que el diseñador no tiene que considerar el efecto del soporte mecánico al remover el metal. Esta complejidad no añade a los costos de producción debido a que un número de procesos no necesitan cambiar cuando se les añade más elementos al diseño. Los diseños de finline son menos sensibles a las tolerancias de manufactura que los filtros de inserción y tienen además, anchos de banda más grandes.

## Filtro de modo evanescente
Es posible diseñar filtros que operen internamente en modos evanscentes. Esto tiene ventajas de espacio debido a que el filtro de guía de onda, que usualmente forma la cubierta del filtro, no necesita ser lo suficientemente grande como para soportar la propagación del modo dominante. Típicamente, un filtro de modo evanscente consiste de una guía de onda más pequeña que la guía de onda que alimenta los puertos de entrada y salida. En algunos diseños esto puede sesr doblado para lograr un filtro más compacto. Los tornillos de ajuste son insertados en intervalos específicos a lo largo de la guía de onda produciendo capacitancias equivalentes en esos puntos. En diseños más recientes los tornillos son reemplazados por inserciones dieléctricas. Estos capacitores resuenan con la guía de onde evanscente precedente, produciendo así una acción de filtrado. La energía de muchos modos evanescentes es guardada en el campo alrededor de cada una de las discontinuidades capacitivas. Sin embargo, el diseño es tal que solo el modo dominante alcanza el puerto de salida; los otros modos decaen mucho más rápidamente entre los capacitores.

## Filtro de guía de onda corrugado

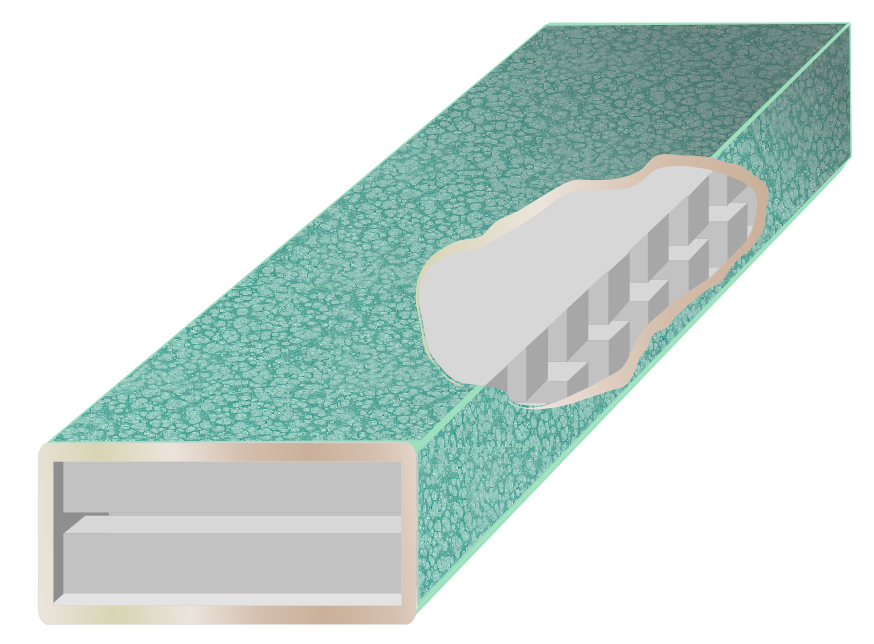
Figura 10. Filtro corrugado, con corte mostrando las corrugaciones interiores

Los filtros de guía de onda corrugados', consisten de un número de rugosidades, o dientes, que periódicamente reducen la altura interna de la guía de onda como se muestra en las figuras 10 y 11. Son usados en aplicaciones que simultáneamente requieren de una banda de paso ancha , un buen posicionamiento de la misma y una banda de rechazo ancha. Son esencialmente diseños pasa-bajas (por arriba del límite de frecuencia de corte usual), en contraste con la mayoría de las otras formas que son casi siempre pasa bandas. La distancia entre los dientes es mucho más pequeña que la usual separación de  λ/4 de otros diseños de filtros. Típicamente, son diseñados por método de parámetro de imagen con todas las rugosidades idénticas, sin embargo otro tipo de clase de filtros como los Chebyshev pueden ser logrados con un grado mayor de complejidad de manufactura. En el método de diseño de imagen, el circuito equivalente de las rugosidades es modelado como una cascada de secciones LC a la mitad. El filtro opera en el modo dominante TE10 , pero modos espurios pueden causar problemas cuando están presentes. En particular, hay poca atenuación de la banda de rechazo en los modos TE20 y  TE30.

Figura 11. Sección longitudinal de filtro corrugado

### Filtro Waffle-iron
El filtro waffle-iron es una variante del filtro de guía de onda corrugado. Tiene propiedades similares a la de tal filtro con la ventaja adicional que los modos espurios TE20 y TE30 son suprimidos. En el filtro waffle-iron, los canales son cortados de manera longitudinal a través de las rugosidades. Esto deja a la matriz de dientes protuberando internamente desde las superficies superiores a inferiores de la guía de onda. Este patrón de dientes asemeja un waffle-iron , (waflera o gofrera) , por lo tanto su nombre.

## Filtro de punta de guía de onda
Una punta (stub) es una pequeña parte de una guía de onda conectada a un punto del filtro y del otro extremo conectada a un corto circuito. Las puntas de circuito abierto también son teóricamente posibles, pero una implementación con guía de onda no es práctica debido a que la energía electromagnética sería lanzada hacia la punta abierta, resultando en altas pérdidas. Las puntas son un tipo de resonador, y el equivalente en elementos de protuberancias es un circuito LC resonante. Sin embargo, sobre una banda angosta, las puntas pueden ser vistas como un transformador de impedancia. El corto circuito es transformado en una inductancia o capacitancia dependiendo del tamaño de la punta.

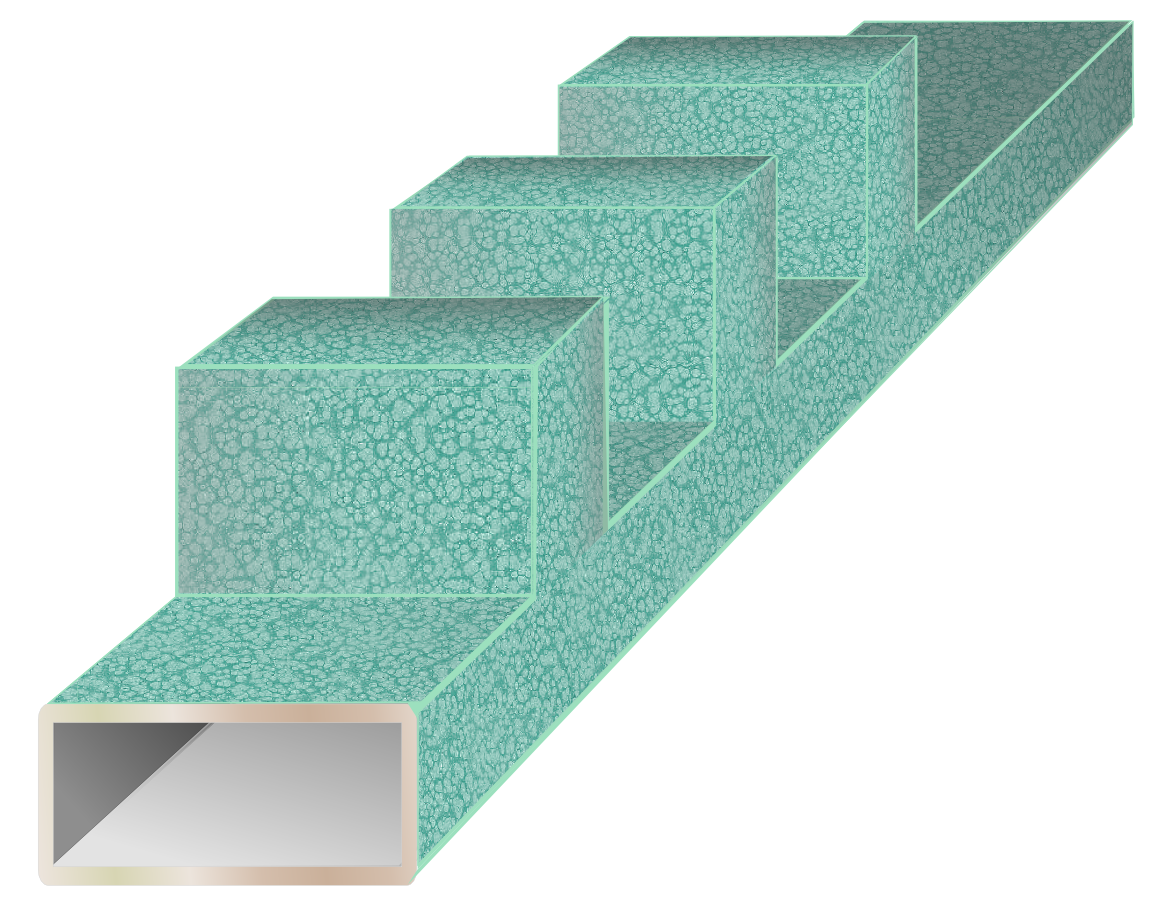
Figura 12. Filtro de guía de ondas con puntas (stubs)

Un filtro de punta de guía de onda es hecho al poner una o más puntas (stubs) a través de lo largo de la guía de onda, usualmente con una separación de  λg/4, como muestra la figura 12. Los extremos de la punta son  acabados con una placa de metal para corto circuitarlos.
Cuando las puntas corto circuitadas son de tamaño λg/4 el filtro será un pasa-bandas y las puntas tendrán un circuito equivalente consistente de un circuitos resonantes en paralelo. Cuando las puntas están a λg/2 de distancia, el filtro será uno rechaza bandas. En este caso el equivalente consta de circuitos resonantes LC en serie.

## Filtro de absorción
Los filtros de absorción disipan la energía en frecuencias no deseadas de manera interna y como calor. Esto es en contraste a un diseño de filtro tradicional donde las frecuencias no deseadas son reflejadas desde el puerto de entrada del filtro. Tales filtros son usados donde es indeseable que la potencia se regrese a la fuente. Éste es el caso con los transmisores de alta potencia, donde la potencia puede ser tan grande que destruya el transmisor. Un filtro de absorción puede ser usado para remover las emisiones espuerias del transmisor como las armónicas o las bandas espurias.Un diseño típico tiene cortes en las paredes que alimentan la guía de onda en intervalos regulares. Éste diseño es conocido como filtro con fugas de onda. Cada corte está conectado a una guía de onda de calibre menos que sea demasiado pequeño como para soportar la propagación de frecuencias en la banda deseada.Por lo tanto, tales frecuencias no son afectadas por el filtrado. Frecuencias más altas en la banda no deseada, se propagan rápidamente por las guías laterales las cuales son terminadas con una carga selecta donde la potencia es absorbida. Tales cargas son usualmente materiales de absorción de microondas.  Otro diseño más compacto de filtro de absorción emplea resonadores con un dieléctrico con pérdidas.

## Dispositivos parecidos a filtros
Existen muchas aplicaciones de los filtros cuyos objetivos de diseño son diferentes al del paso o rechazo de ciertas frecuencias. Frecuentemente, un dispositivo simple que se espera trabaje sobre una banda angosta o solo unas frecuencias no se verá como un diseño de filtro. Sin embargo, un diseño de banda ancha para el mismo artículo requiere de un número mucho más elevado de elementos, con lo que el diseño tomará la naturaleza del filtro. Entre las aplicaciones más comunes de este tipo de guía de onda se encuentran las redes de igualación de impedancias, divisores de potencia, combinadores de potencia y diplexores. Otras aplicaciones posibles incluyen los multiplexores, demultiplexores, amplificadores de resistencia negativa y redes de retardo.

### Igualación de impedancia

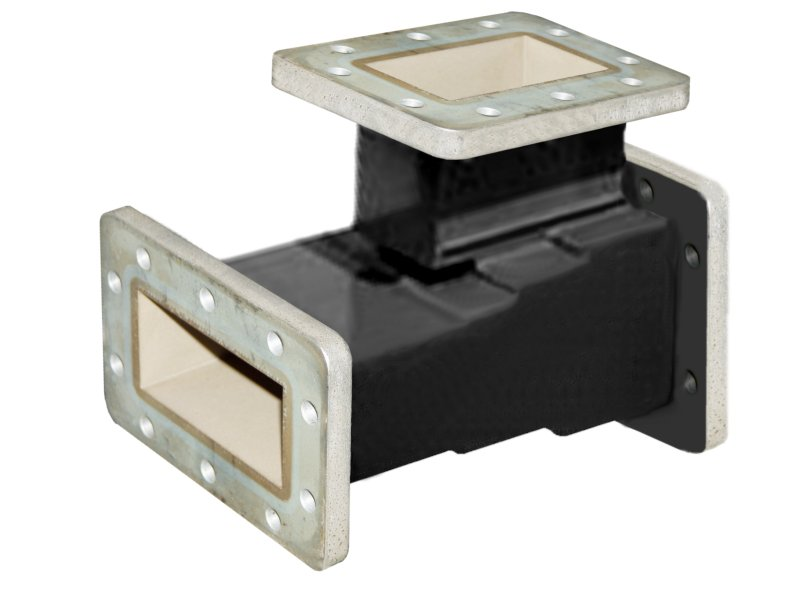
Fig. 13. Un transductor incorporando igualación de impedancia escalonada.

Un método simple de igualación de impedancia es la igualación de puntas usando una sola punta. Sin embargo, una sola punta solo producirá la igualación perfecta a una frecuencia particular. Tal técnica es, por lo tanto, solo buena para aplicaciones de banda angosta. Para agrandar el ancho de banda, varias puntas pueden ser usadas, con lo que la estructura toma la forma de un filtro de punta. El diseño procede como si fuera un filtro, excepto que un parámetro diferente es el optimizado. En un filtro de frecuencia el parámetro típicamente optimizado es el rechazo de banda, atenuación de la banda de paso, caída de la transición o alguna combinación de las anteriores. En una red de igualación el parámetro optimizado es la igualación de impedancia. La función del dispositivo no requiere de una restricción en el ancho de banda, pero el diseñador debe escoger una debido a la estructura del dispositivo.
Las puntas no son el único formato de filtro que puede ser usado. En principio, cualquier estructura de filtro podría ser usada para la igualación de impedancia, sin embargo, algunas resultan en diseños más prácticos que otras. Un formato frecuentemente usado para la igualación de impedancia en la guía de onda es el filtro de impedancia escalonada. Un ejemplo puede ser visto en el duplexor e ilustrado en la figura 13.

## Acopladores direccionales y combinadores de potencia
Los acopladores direccionales, separadores de potencia y combinadores de potencia son en esencia el mismo tipo de dispositivo, al menos cuando se implementan con componentes pasivos. Un acoplador direccional separa una pequeña parte de potencia de la línea principal hacia un tercer puerto. Un dispositivo más fuertemente acoplado, pero de otro modo idéntico puede ser llamado un separador de potencia. Uno que acople exactamente la mitad de la potencia hacia el tercer puerto (un acoplador nowrap|3 dB ) es el máximo posible sin revertir las funciones de los puertos. Muchos diseños de separadores de potencia pueden ser usados en reversa, donde se convierten en combinadores de potencia.

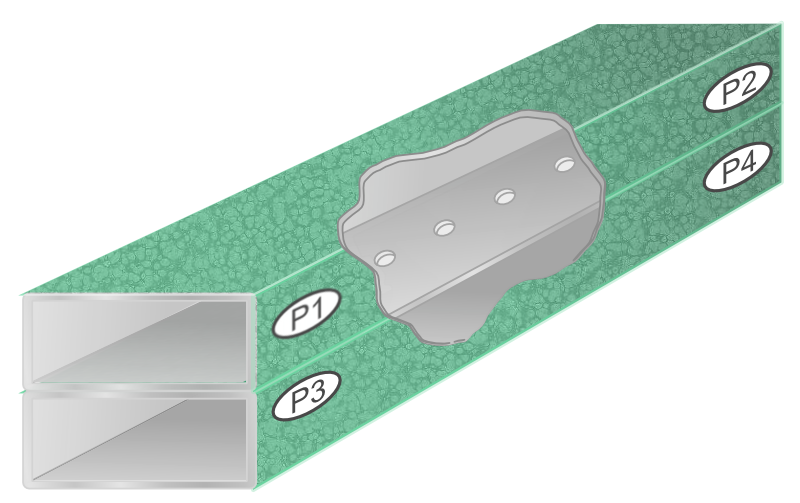
Fig. 14 Acoplador de guía de onda con multi-apertura

Una forma sencilla del acoplador direccional son dos líneas de transmisión en paralelo acopladas sobre una longitud de  λ/4. Tal diseño está limitado por la distancia eléctrica del acoplador y solo será  λ/4 en una frecuencia específica. El acoplamiento será máximo en tal frecuencia y decaer hacia cualquier otra. De manera similar al caso de igualación de impedancia, esto puede ser mejorado al usar múltiples elementos  Un análogo en guía de onda de tal técnica de líneas acopladas es el acoplador direccional de apertura-Bethe en el que dos guías de onda paralelas son apiladas una encima de la otra y con una apertura en la pared común que provee el acoplamiento, ver la patente US 2 519 734. Para producir un diseño de banda ancha, varias aperturas son usados en las guías como se muestra en la figura 14, además que se usa un diseño de filtro plano.  No es solo el diseño de líneas acopladas que sufre de ser de banda angosta, todos los diseños simples de acoplador de guía de onda dependen de la frecuencia en cierta manera. Por ejemplo el acoplador rat race (que puede ser implementado de manera directa en guía de onda) trabaja bajo un principio completamente distinto, pero aun así tiene que tener distancias en términos exactos de  λ.

### Diplexores y duplexores
Un diplexor es un dispositivo utilizado para combinar dos señales que ocupan diferentes bandas de frecuencia en una sola señal. Esto es usualmente para habilitar dos señales que serán transmitidas simultáneamente en el mismo canal de comunicación, o para trasmitir en una frecuencia mientras se recibe en otra. (Éste uso específico en un diplexor es llamado duplexor.) El mismo dispositivo se puede utilizar para separar señales al final del canal. La necesidad de filtrar para separar las señales mientras se recibe es evidente pero también se requiere cuando se combinan dos señales transmitidas. Sin filtrar, un poco del poder de la fuente A será mandada a la fuente B en vez de ser combinadas. Esto tendrá efectos detrimentales al perder una porción de la potencia de entrada y cargarlos en la fuente A con la impedancia de salida de la fuente B, por lo tanto causando una desigulación. Estos problemas pueden ser superados con el uso de una nowrap|3 dB acoplador direccional, pero como fue explicado en la sección anterior, el diseño de una banda ancha también requiere un filtro diseñado para acoplador direccional.
Dos bandas angostas ampliamente espaciadas pueden ser diplexadas al juntar apropiadamente los finales de dos filtros de pasa-bandas. Los pasos necesitan ser seguidos para prevenir que los filtros se acoplen entre sí cuando están en resonancia, la cual podría causar una degradación de su desempeño. Esto puede ser alcanzado con el espaciado apropiado. Por instancia, si los filtros son de tipo iris-acoplada, entonces la iris más cercana al filtro de unión del filtro A es puesta λgb/4 de la unión donde λgb  está la guía de longitud de onda en la pasa-banda del filtro B. De la misma manera, la iris más cercana al filtro B es colocada a una distancia λga/4 de la unión. Esto funciona porque cuando el filtro A está en resonancia, el filtro B está en la banda de rechazo y solamente están ligeramente acoplados y viceversa. Un arreglo alternativo es el tener cada filtro unido a una guía de onda principal en uniones separadas. Un resonador desacoplador es situado a λg/4 de distancia de la unión de cada filtro. Lo anterior puede ser en la forma de una corto circuito desviado y ajustado a la frecuencia de resonancia de tal filtro. Este arreglo puede ser extendido a multiplexores con cualquier número de bandas.
Para los diplexores que lidian con bandas de paso contiguas, se debe checar las características de cruce de los filtros en el diseño. Un caso especial y común de esto es cuando el diplexor es usado para separar el espectro entero en banda alta y baja. Aquí se usan filtros pasa bajas y pasa altas en lugar de los pasa bandas. Las técnicas de síntesis aquí usadas pueden ser igualmente aplicadas a multiplexores de banda angosta y además en gran medida se removerá la necesidad de resonadores desacopladores.

### Filtros direccionales
Un filtro direccional es un dispositivo que combina las funciones de un acoplador direccional y un diplexor. Ya que está basado en un acoplador direccional , es esencialmente un dispositivo de 4 puertos, pero como los acopladores direccionales, el puerto 4 se encuentra comúnmente terminado internamente. La potencia de entrada en el puerto 1 sale por el puerto 3 después de ser sujeta a una función de filtrado (usualmente pasa bandas). La potencia restante sale por el puerto 2, y dado que no hay potencia absorbida o reflejada , esto será el complemento exacto de la función de filtrado en el puerto 2 (en este caso rechaza bandas). De manera inversa, la potencia entrante en los puertos 2 y 3 es combinada en el puerto 1, solo que ahora la potencia de las rechazadas por el filtro es absorbida en la carga del puerto 4. La figura 15 muestra una posible implementación de guía de onda del filtro direccional. Dos guías de onda rectangulares operando en el modo dominante TE10 mode son las que proveen a los 4 puertos. Estas son unidas por una guía de onda circular operando en el modo circular TE11. La guía de onda circular contiene un filtro de iris acoplador con tantos irises sean necesarios como para producir la respuesta de filtrado requerida.